# 电视大学
电视大学在中国大陆是指一种以远程教育（通过广播、电视和网络）为主的大学教育方式。中国各地有多所采用此方式授课的机构。